# NGC 4242
NGC 4242 is een balkspiraalstelsel in het sterrenbeeld Jachthonden. Het hemelobject werd op 10 april 1788 ontdekt door de Duits-Britse astronoom William Herschel.

## Synoniemen
- UGC 7323
- MCG 8-22-98
- ZWG 243.61
- PGC 39423